# Megastethodon auratilis
Megastethodon auratilis is een halfvleugelig insect uit de familie schuimcicaden (Cercopidae). De wetenschappelijke naam van deze soort is voor het eerst geldig gepubliceerd in 1900 door Distant.